# Eemnes
Eemnes (anhörenⓘ) ist eine Gemeinde in der niederländischen Provinz Utrecht. Innerhalb der Gemeindegrenzen gibt es keine weiteren Siedlungsschwerpunkte.

## Lage und Wirtschaft
Eemnes liegt unmittelbar östlich von Laren, Provinz Nordholland (nur durch die Autobahn A27 davon getrennt), und fünf Kilometer nördlich von Soest (Anschlussstelle an die Autobahn A1 Amsterdam – Amersfoort). Es liegt in den Poldern des Flusses Eem.
Haupterwerbsquellen sind die Viehhaltung und der Tourismus (Jachthafen an der Eem). Viele Einwohner aber sind Pendler, die in Hilversum, Amsterdam oder anderswo ihren Arbeitsplatz  haben.

## Geschichte
Das in Nord-Süd-Richtung langgestreckte Dorf Eemnes besteht ursprünglich aus zwei Teilen: Eemnes-Binnen und das nördlich davon gelegene Eemnes-Buiten. Beide besitzen eine historische reformierte Kirche. Beide Ortsteile haben früher die Stadtrechte erworben: Eemnes-Buiten schon 1345, -Binnen schließlich 1439. In Eemnes-Buiten stehen noch ältere Häuser, die zum früheren Dorfkern gehörten. Außerdem befindet sich dort noch das kleine frühere Rathaus, das jetzt als Restaurant genutzt wird.

## Weblinks

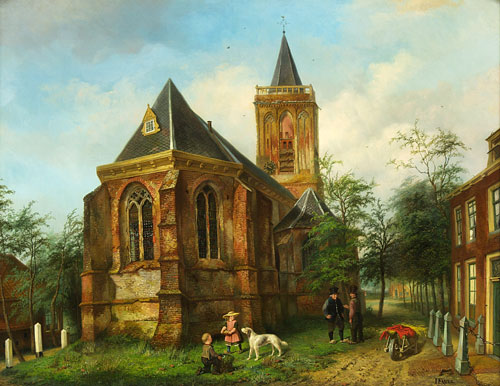
Hervormde Kerk in Eemnes Buiten von Jan Fabius, 1856

## Persönlichkeiten
- Sander Visser (* 1999), Handballspieler